# Aleksandr Podrabinek
Aleksandr Pinchosowicz Podrabinek ros. Александр Пинхосович Подрабинек; (ur. 5 sierpnia 1953 w Elektrostalu) – rosyjski działacz demokratyczny, obrońca praw człowieka, dziennikarz Radia Swoboda. W latach 70. współzałożyciel Komisji Roboczej do Badań Wykorzystywania Psychiatrii do Celów Politycznych. Skazany za działalność dysydencką na zesłanie w Ust'-Nierze (5 lat) oraz pobyt w łagrach w Jakucji (5 lat). Uwolniony w 1983 roku.
Niezależny dziennikarz prasowy i radiowy. W latach 1987–2001 był założycielem i redaktorem gazety „Ekspriess-Chronika”, w latach 2000–2009 był redaktorem naczelnym Agencji Informacyjnej Obrony Praw Człowieka „Prima”. W 2006 roku aresztowany w trakcie protestu na Placu Październikowym w Mińsku po wyborach prezydenckich w Białorusi. W 2009 roku odmówił przyjęcia orderu „Za Zasługi dla Polski” z powodów politycznych (na wydanie orderu wymagana była zgoda władz Rosji).
W marcu 2017 został odznaczony Krzyżem Solidarności Walczącej.
Członek Federalnej Rady Politycznej Zjednoczonego Demokratycznego Ruchu „Solidarność”.
Autor książek „Medycyna karna” (1979), „Dysydenci. Nieuleczalnie nieposłuszni”.